# Polar Bear (Roosendaal)
Het monument Polar Bear op de Kade in Roosendaal is een monument ter herdenking aan de bevrijding en de bevrijders van Roosendaal in 1944.

## Geschiedenis

### Totstandkoming
Al een aantal jaar voor het monument onthuld werd, werd er al gewerkt aan de komst van het bevrijdingsbeeld. Aanvankelijk was er een wat kleiner beeld bedoeld voor op de Kadebrug. Toch kwam er een groter beeld waardoor de kosten hoger uitkwamen dan gedacht. In 1959 was er hierom dan ook een discussie gaande in de gemeenteraad of het standbeeld nog wel moest komen. De gemeente Roosendaal moest bezuinigen en ook vroegen sommige leden van de raad zich af of de bevrijding nog wel genoeg leefde om er een monument voor te plaatsen. Uiteindelijk is het krediet voor het monument toch verleend.
Een andere discussie ging over de plaats waar het monument zou komen. Doordat het beeld groter was geworden dan in eerste instantie bedoeld, was de Kadebrug geen optie meer. Hierom werden de Nieuwe Markt en de Westrand als opties genoemd. Hierlangs hadden de Engelsen Roosendaal bevrijd. Uiteindelijk is toch voor de Kade gekozen in de buurt van de Kadebrug waarlangs de Engelsen Roosendaal zijn binnengekomen.

### Algemeen
Burgemeester Godwaldt van Roosendaal onthulde op donderdag 5 mei 1960 het monument. Het is bedoeld als een herinnering voor de inwoners van Roosendaal aan de bevrijding en de bevrijders van de stad op 30 oktober 1944. De stad werd toen bevrijd door twee regimenten van de 49th British Infantry Division. Dit waren het Duke of Wellington regiment en het Leicestershire regiment. Tijdens de Tweede Wereldoorlog was de 49th British Infantry Division twee jaar lang gestationeerd op IJsland. Hier kregen zij een insigne met een ijsbeer erop en hierdoor de bijnaam de Polar Bear Division. Om deze reden staat boven op het monument een ijsbeer. Bij de onthulling van het monument was generaal-majoor Exhem van het Duke of Wellington regiment aanwezig.

### Recent
In 2013 is het monument schoongemaakt, nadat Engelse veteranen bij de jaarlijkse herdenking hadden aangegeven verdrietig te zijn over de staat waarin het verkeerde. De ijsbeer boven op het monument was bruin aangeslagen. 
Vervolgens was in 2014 de herdenking van de zeventigjarige bevrijding van Roosendaal en de gesneuvelde soldaten tijdens de bevrijding. Beide werden herdacht door veertien Engelse veteranen van de Polar Bear Division bij het monument.

## Ontwerp

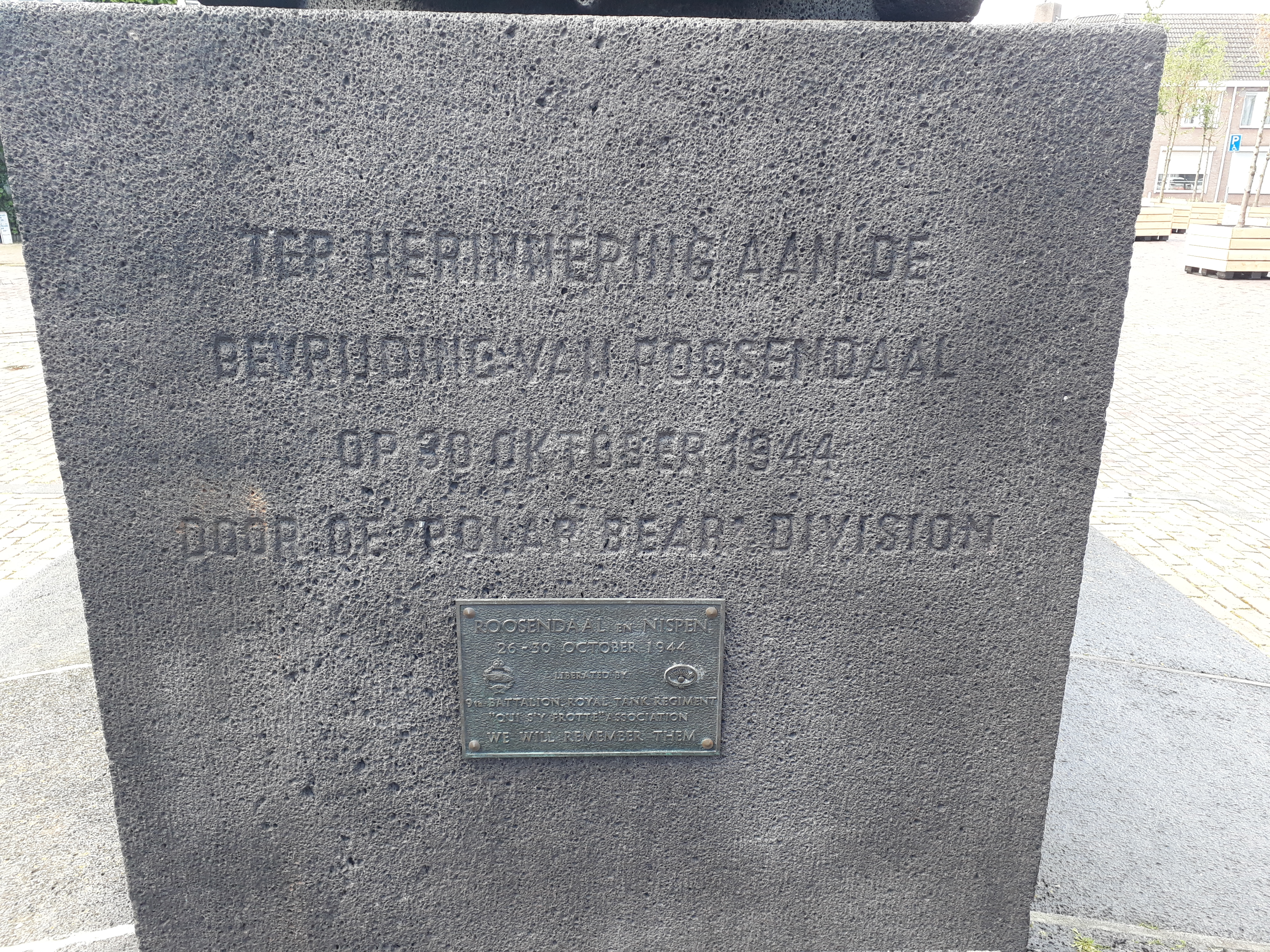
Het voetstuk van de Polar Bear met inscriptie en plaquette

Het monument Polar Bear is ontworpen door de Roosendaalse kunstenaar Joop Vlak en uitgevoerd bij steenhouwer Gijsbertus Boeren. Het beeld bestaat uit een zuil gemaakt van basaltlava en boven op de zuil staat een wereldbol met daarop een ijsbeer. De zuil staat op een vierkant voetstuk. Op het bovenste voetstuk staan de wapens van Noord-Brabant, Roosendaal, het Leicestershire regiment en het Duke of Wellington regiment. Op het onderste voetstuk staat een inscriptie en is een plaquette geplakt die ook een inscriptie bevat.